# مائير فيلنر
مائير فيلنر (ولد بار كوفنر؛ 23 أكتوبر 1918 - 5 يونيو 2003) كان سياسيا شيوعيا إسرائيليا وزعيما يهوديا للحزب الشيوعي الإسرائيلي (ماكي)، في وقت من الأوقات قوة كبيرة في البلاد. وكان أصغر وآخر الموقعين على قيد الحياة على إعلان قيام إسرائيل في عام 1948.
ولد فيلنر في فيلنيوس، خلال مملكة ليتوانيا التي لم تدم طويلا، وبدأت حياته السياسية كزعيم للجماعة الاشتراكية الصهيونية ذات التوجه الماركسي «هشومير هتسعير» (الحرس الشاب). ومع ذلك، سرعان ما أصيب بخيبة أمل بسبب ما اعتبره ميلا في الجماعات الصهيونية إلى الحلم بوطن قومي لليهود في فلسطين، بدلا من تغيير وضعهم الحالي. وهكذا، بدأ العمل لصالح الحزب الشيوعي البولندي المحظور - الآن تحت اسم مستعار مائير فيلنر - حتى عام 1938، عندما غادر بولندا للذهاب إلى الانتداب البريطاني على فلسطين. قتل معظم أفراد أسرته في الهولوكوست.
ثم درس فيلنر التاريخ في الجامعة العبرية في القدس.
في ما سيصبح قريبا إسرائيل، شعر فيلنر بخيبة أمل من السياسة، مدعيا أن الكراهية الموجهة ضد اليهود في فيلنا أصبحت الآن موجهة ضد العرب. انضم إلى الحزب الشيوعي الفلسطيني، الذي قبل العضوية العربية واليهودية، وعارض في البداية تقسيم فلسطين. وفي شهادته أمام لجنة التحقيق الأنجلو أمريكية في مارس 1946، قال إنها ستخنق التنمية الاقتصادية، وتعزز اعتماد الدولتين على المساعدات الخارجية، وتوسع الفجوة بين العرب واليهود. لكنه أيد خطة تقسيم الأمم المتحدة لعام 1947 بعد تغيير الموقف السوفيتي في عام 1947.
انتقد فيلنر كلا من سلطات الانتداب ومختلف الجماعات المتمردة الصهيونية، وحاول عبثا أن يتضمن إعلان الاستقلال الإسرائيلي قسما يدين الانتداب البريطاني والجيش. إلى جانب ذلك، أكد الحزب الشيوعي الفلسطيني أن الميثاق يتضمن وعدا بالمساعدة في تنفيذ قرارات الأمم المتحدة التي تنص على دولتين مستقلتين، إسرائيل وفلسطين العربية، ودعم المساواة الكاملة والحريات المدنية لجميع المواطنين الإسرائيليين.
في عام 1949، انتخب عضوا في الكنيست كعضو في مكي. استقال من الكنيست في ديسمبر 1959، بعد ستة أسابيع من انتخابات عام 1959، ولكن أعيد انتخابه في عام 1961. ومع ذلك، استقال مرة أخرى بعد شهرين من انتخابات عام 1961.
وبصفته الزعيم اليهودي للحزب الشيوعي الإسرائيلي، الذي كان 95٪ من أعضائه من العرب، رفض الصهيونية، وأعلن عن برنامج الأسلحة النووية الإسرائيلي في عام 1963، وعارض فرض الحكم العسكري على عرب إسرائيل (تم رفعه في عام 1966).
في عام 1965 انشق فيلنر والعديد من أعضاء ماكي الآخرين عن الحزب لتشكيل حزب راكاه الجديد بعد خلافات حول موقف الاتحاد السوفيتي المعادي لإسرائيل بشكل متزايد (كان فيلنر إلى جانب الاتحاد السوفيتي)، وانتخب للكنيست على قائمة الحزب الجديد في انتخابات عام 1965.
في 5 يونيو 1967، كان فيلنر النائب اليهودي الوحيد (انضم إليه فقط زميله في الحزب الشيوعي الإسرائيلي النائب توفيق توبي) للتحدث علنا في الكنيست ضد حرب الأيام الستة. وشدد فيلنر على أنه لا توجد طريقة أخرى لحل الصراع بين إسرائيل وجيرانها سوى الاعتراف المتبادل بالحقوق الوطنية للإسرائيليين والعرب، بما في ذلك حق الفلسطينيين في تقرير المصير وإقامة دولة مستقلة. وفي 15 أكتوبر/تشرين الأول، أصيب بجروح بالغة على يد عضو في حزب «غاهال» اليميني.
أصبح راكة جزءا من حداش قبل انتخابات عام 1977، وظل فيلنر عضوا في الكنيست حتى عام 1990 عندما استقال كجزء من اتفاق تناوب المقاعد، مما يجعله ثالث أطول فترة خدمة بعد توفيق توبي وشمعون بيريز.
كان خط فيلنر الموالي للاتحاد السوفيتي موضع تقدير كبير من قبل الاتحاد السوفيتي. في عام 1978 حصل على وسام الصداقة بين الشعوب. لم يقبل البيريسترويكا واعتبر سقوط الشيوعية في الاتحاد السوفياتي انقلابا.
كان متزوجا من إستر فيلينسكا، وهي سياسية شيوعية إسرائيلية أخرى لكنهما انفصلا في وقت لاحق، بعد أن أنجبا ولدين معا. كان ابن عمه أبا كوفنر شاعرا إسرائيليا معروفا.